# Vol American Airlines 625
Le 27 avril 1976, le Boeing 727 effectuant le vol American Airlines 625, un vol intérieur régulier au départ de l'aéroport T. F. Green de Providence, dans le Rhode Island, aux États-Unis, et à destination de Saint-Thomas, dans les Îles Vierges des États-Unis, avec une escale intermédiaire à l'aéroport international de New York - John-F.-Kennedy, s'est écrasé lors de l'atterrissage à l'aéroport Harry S. Truman, tuant 37 des 88 personnes à bord et blessant 39 autres personnes, dont une au sol. 

## Avion et équipage

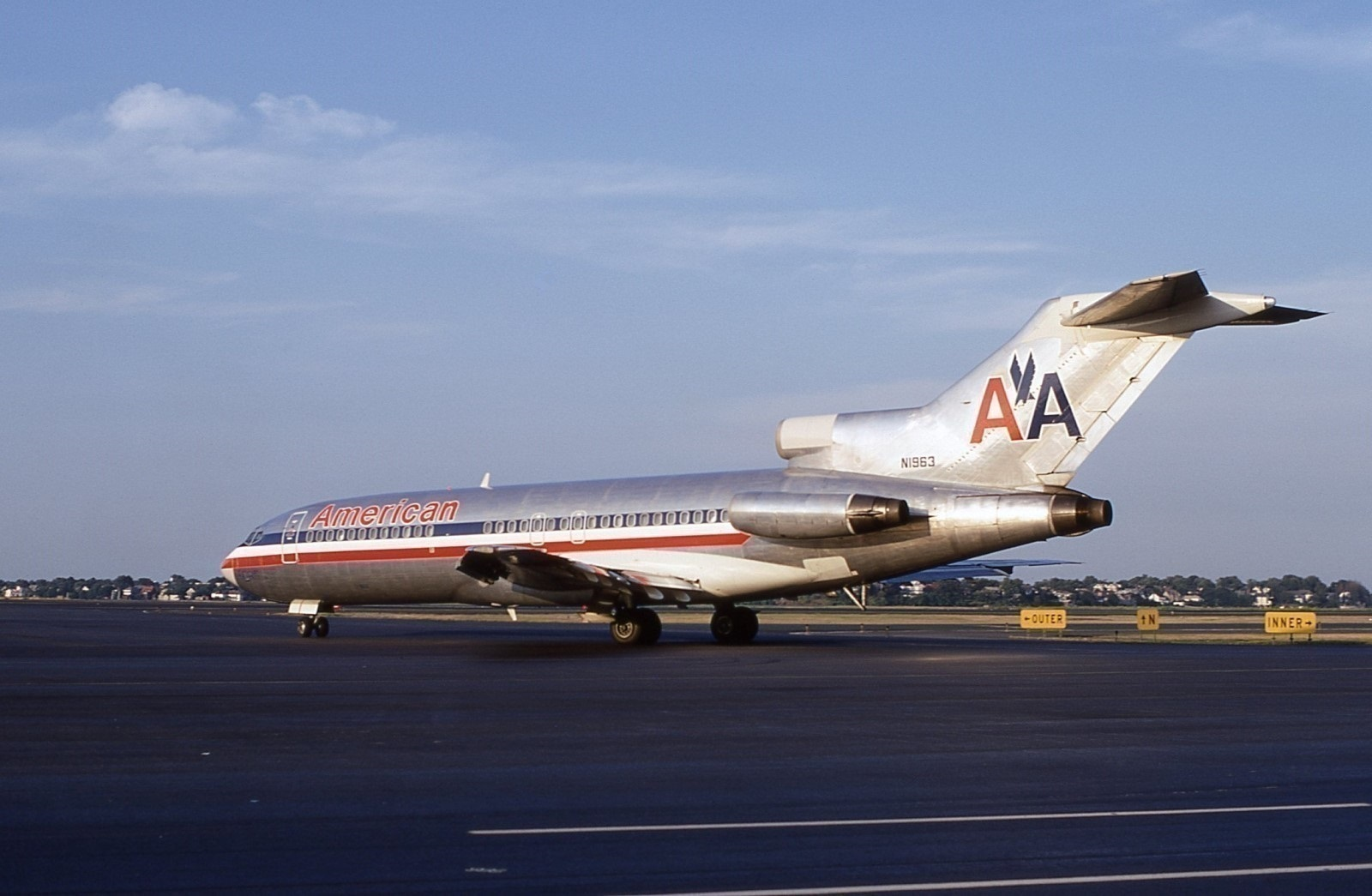
N1963, l'appareil impliqué dans l'accident, photographié en 1972.

L'appareil impliqué dans l'accident est un Boeing 727-95, immatriculé N1963, propulsé par trois moteurs Pratt & Whitney JT8D-7A et construit en 1967. Au moment de l'accident, il totalise 21 926 heures de vol.
Le commandant de bord du vol 625 était Arthur Bujnowski (54 ans). Il totalise 22 225 heures de vol, dont environ 10 000 heures sur 727. Le copilote, Edward Offchiss (36 ans), compte 2 500 de ses 8 000 heures de vol sur 727. L'ingénieur de bord, Donald Meatler (45 ans), cumule 9 500 heures de vol à son actif, dont 8 000 heures sur 727.

## Accident
Le vol 625 a décollé de l'aéroport international de New York - John-F.-Kennedy à 12 h 00, avec 81 passagers et 7 membres d'équipage à bord. Le vol, effectué à une altitude de croisière de 33 000 pieds (10 000 m), s'est déroulée sans incident.
À 15 h 04, à environ 32 km au nord de l'aéroport Harry S. Truman, les pilotes ont choisit d'annuler le plan de vol IFR pour continuer en VFR. Le commandant de bord a alors choisi d'utiliser l'ILS sur la piste 09.
Lorsque l'appareil a intercepté la pente de descente de l'ILS, les pilotes ont sortis le train d'atterrissage et déployé les volets à 25°, puis à une altitude de 1000 pieds (300 m), les volets ont été à nouveau déployé à 30 °. Les pilotes ont signalé que l'approche a commencé à une vitesse d'environ 20 nœuds (37 km/h) supérieure à celle recommandé pour l'approche.
Le 727 a survolé le début de la piste 09, à environ 35 pieds (11 m) au dessus du sol, et le commandant de bord a placé les manettes des gaz au minimum requis. Alors que l'avion est proche du toucher des roues, il rencontre des turbulences qui l'ont fait s'incliner dangereusement sur la droite. Les pilotes ont réaligné l'avion avec l'axe de la piste. Bien que la piste utilisable soit très réduite, ils décident quand même d'atterrir.
Immédiatement après l'atterrissage, les pilotes réalisent que la piste restante n'est plus assez longue pour permettre à l'avion de s'arrêter avant la fin de la piste, et le commandant de bord a ordonné une remise des gaz et placé les manettes des gaz au maximum pour reprendre de l'altitude. Cependant, les moteurs du 727 ont répondu environ 7 secondes après le début de l'accélération. Le commandant de bord, ne voyant pas la puissance des moteurs augmenter, décide d'interrompre la remise de gaz et d'appliquer le freinage maximal.
Le 727 sort de la piste, percute l'antenne ILS et la clôture de l'aéroport, puis poursuit sa course à travers la route périphérique de l'aéroport et finit sa course contre une station-service, tuant 37 personnes (35 passagers et 2 membres d'équipage) sur les 88  présentes à bord, tandis que 38 autres passagers et membres d'équipage ont été blessés et une personne au sol a été grièvement blessée.

Site de l'accident
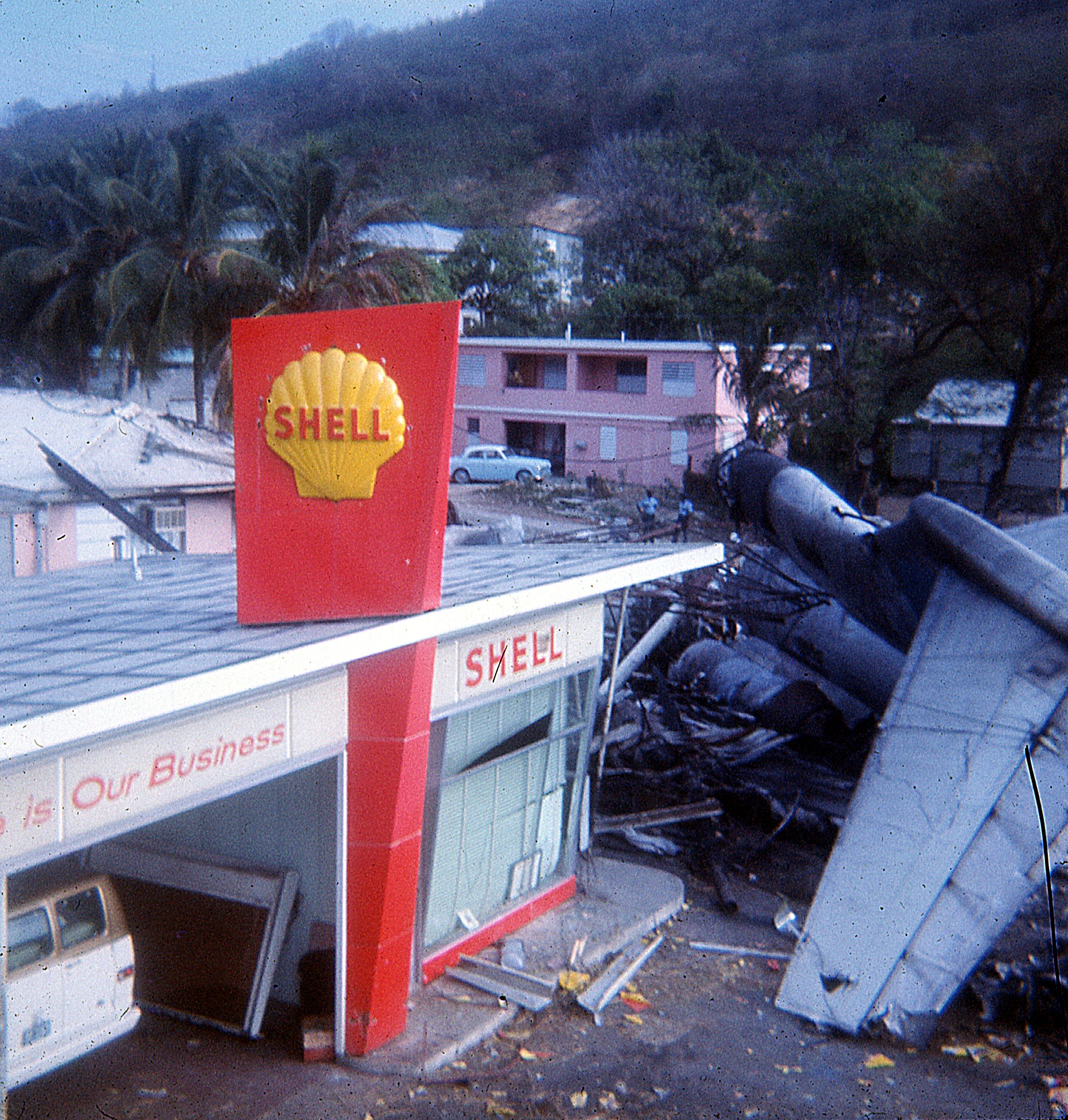
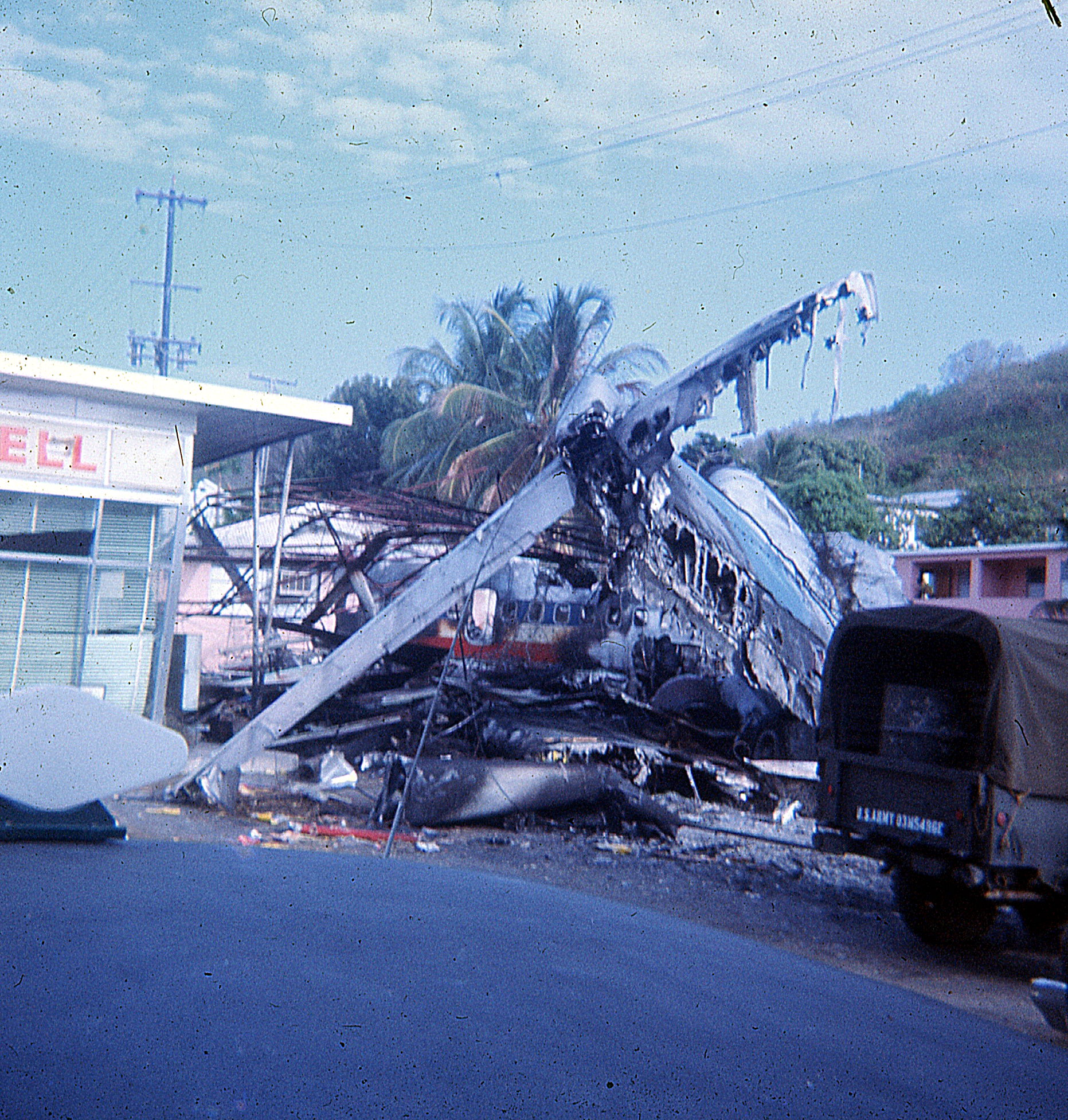
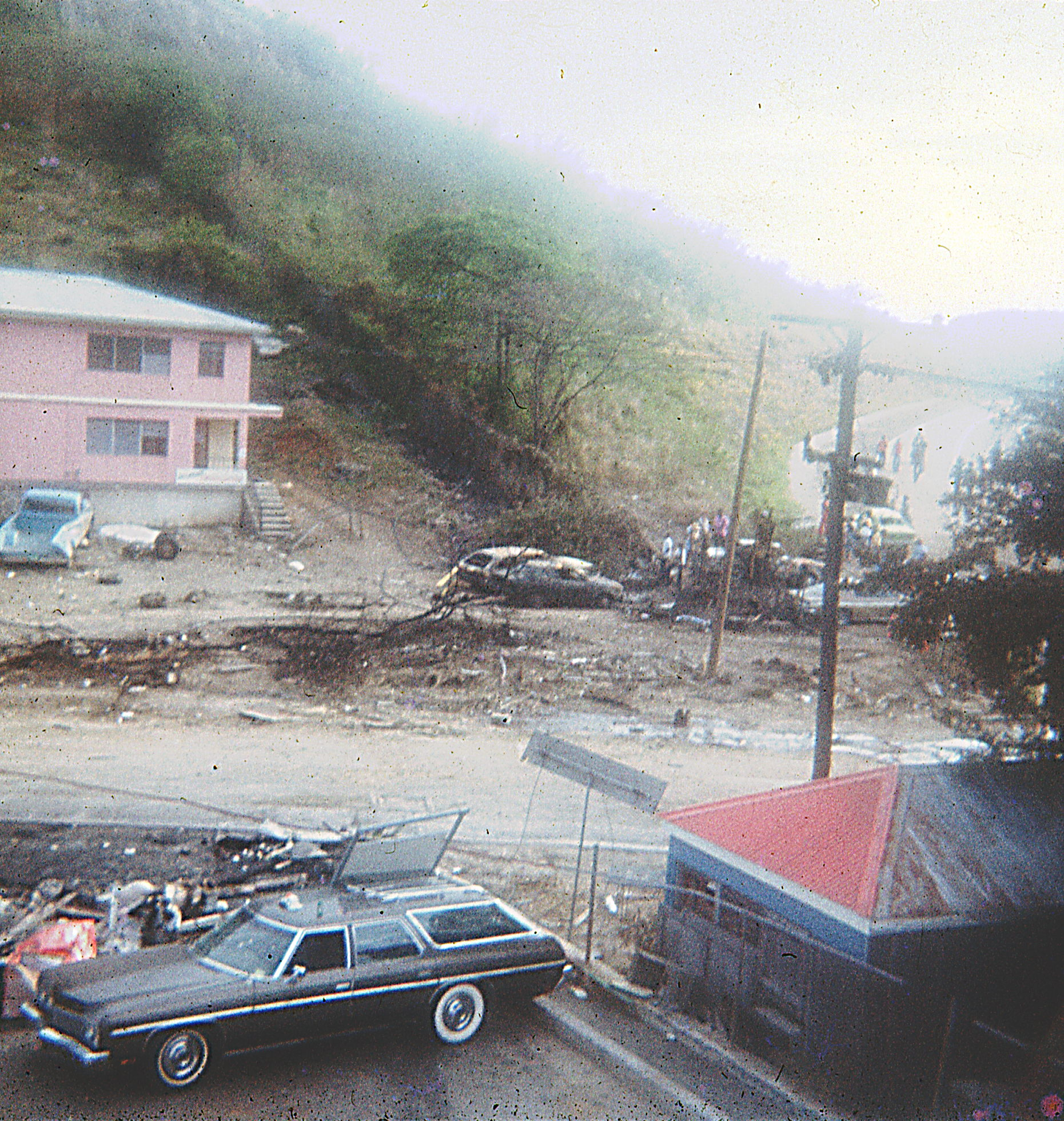

## Enquête
L'enquête, menée par le Conseil national de la sécurité des transports (NTSB), a établi que la cause principale de l'accident est la décision du commandant de bord d'effectuer une remise de gaz alors que la piste est trop réduite pour pouvoir être effectué.
La cause du toucher tardif des roues sur la piste peut être attribuée à des facteurs météorologiques communs à cet aéroport et à la décision du commandant de bord d'effectuer l'atterrissage avec les volets déployés à 30°, au lieu des 40° prévu pour un atterrissage normal. 